# Ethno-parc de Sovljak
L'ethno-parc de Sovljak (en serbe cyrillique : Етно парк у Совљаку ; en serbe latin : Etno park u Sovljaku) se trouve à Sovljak, dans la municipalité de Bogatić et dans le district de Mačva, en Serbie. Il est inscrit sur la liste des monuments culturels protégés de la République de Serbie (identifiant no SK 2034),,.

## Présentation

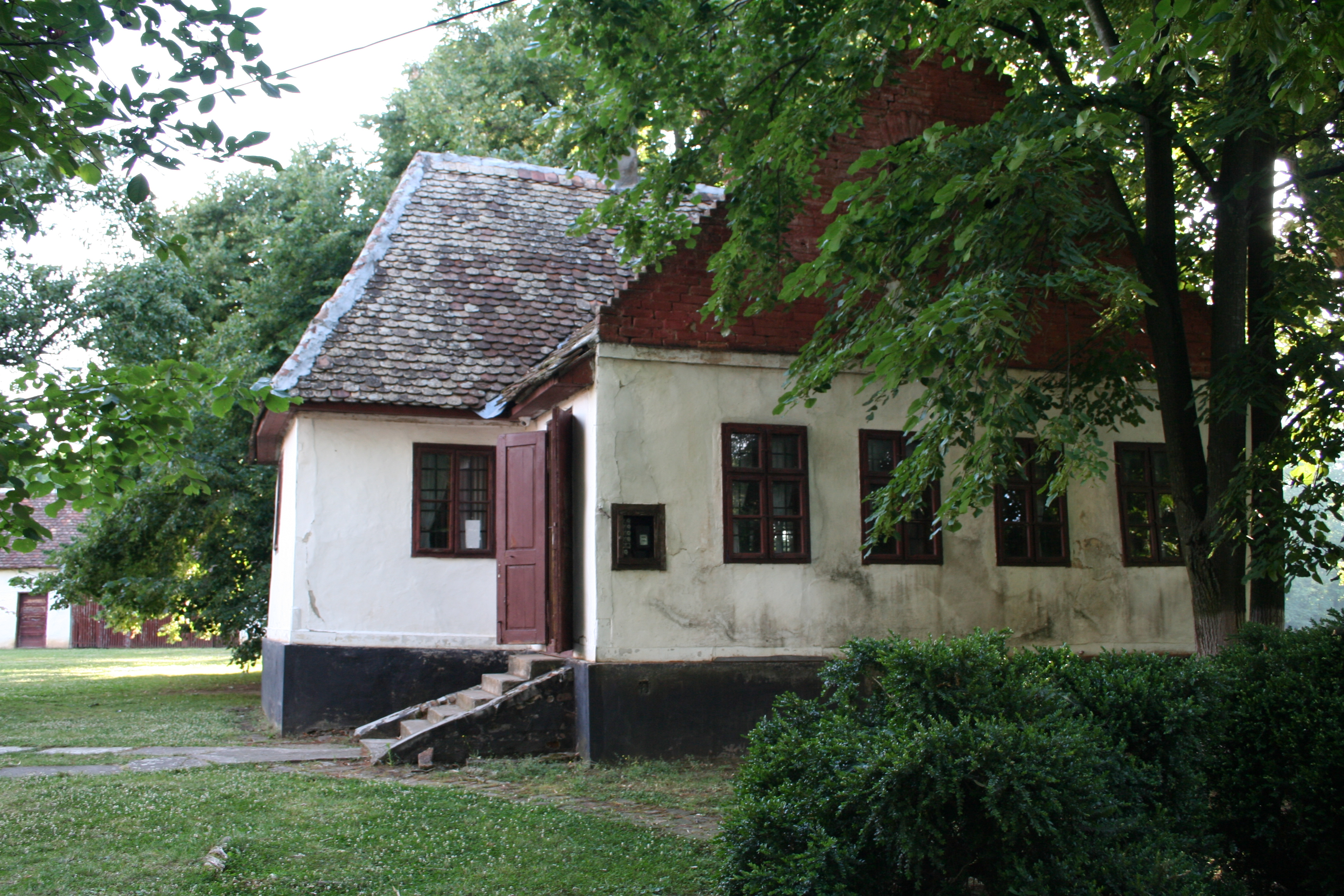
La maison principale de l'ethno-parc de Sovljak.

L'ethno-parc, situé à 5 km de Bogatić sur la route Bogatić-Crna Bara, est caractéristique de la vieille Mačva et s'organise autour d'une cour avec un jardin. En tant que musée ethnographique, il a été créé en 1971 et s'étend sur environ 2 ha ; il regroupe des bâtiments traditionnels de la région qui abritent des objets qui donnent une idée de la vie rurale de tous les jours au XIXe siècle et au début du XXe siècle, à l'époque de Janko Veselinović,.
La cour est dominée par une maison construite en plusieurs phases et constituée de quatre parties ; elle est dotée de deux entrées et d'un cadran solaire. Dans la cour se trouve également un vajat qui servait d'habitation aux jeunes mariés et un čardak dont la partie supérieure servait de séchoir à maïs et la partie inférieure de garde-manger. On y trouve également un ambar (grenier), un four à pain et un hangar ouvert pour le matériel agricole.
La maison principale est aménagée en musée ; elle abrite notamment des lits, des tapis et toute sorte d'objets caractéristiques de l'artisanat de la région de la Mačva ; une collection de peintures naïves et académiques de la région y est également installée,.

Vues de l'ethnoparc.
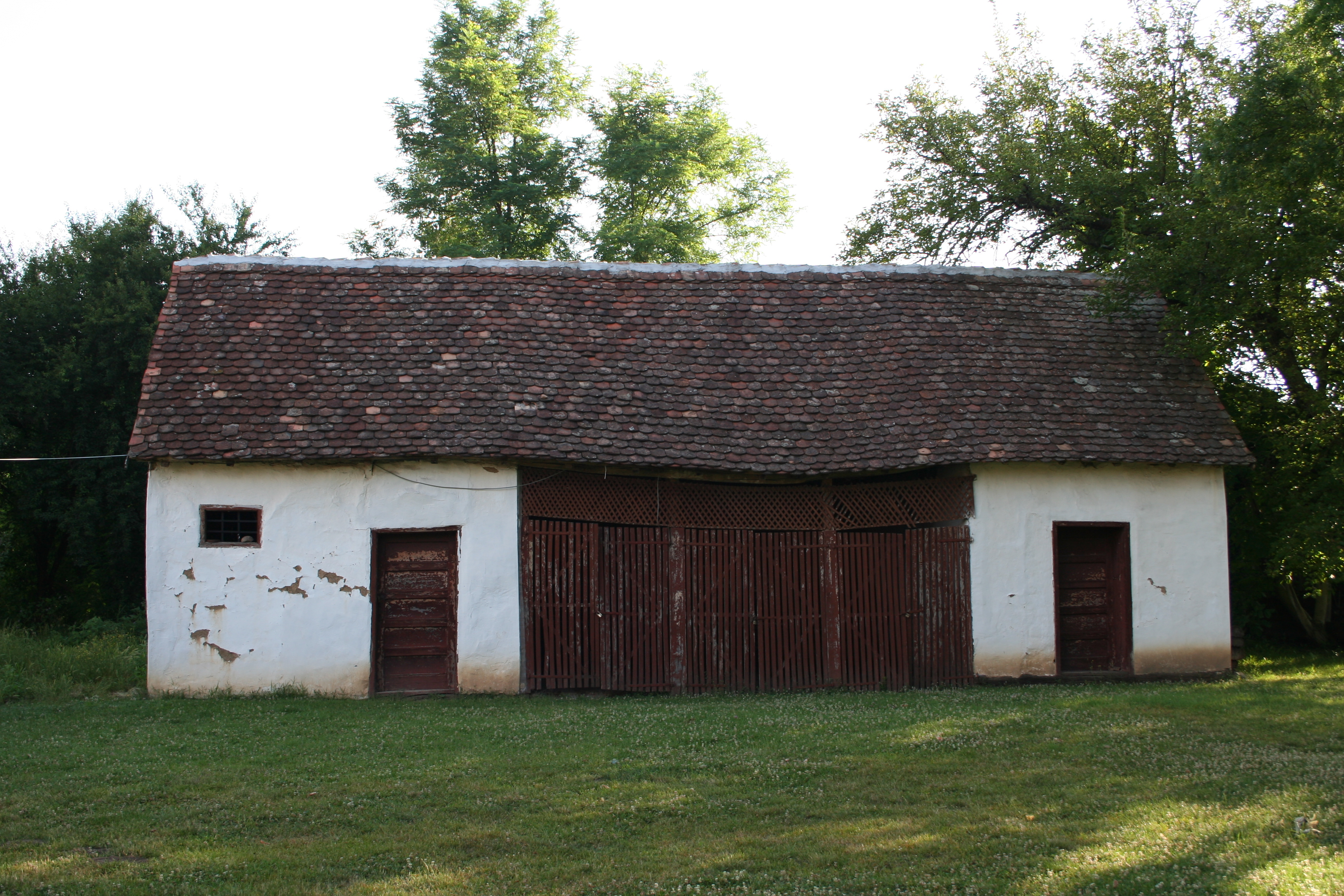
L'étable.
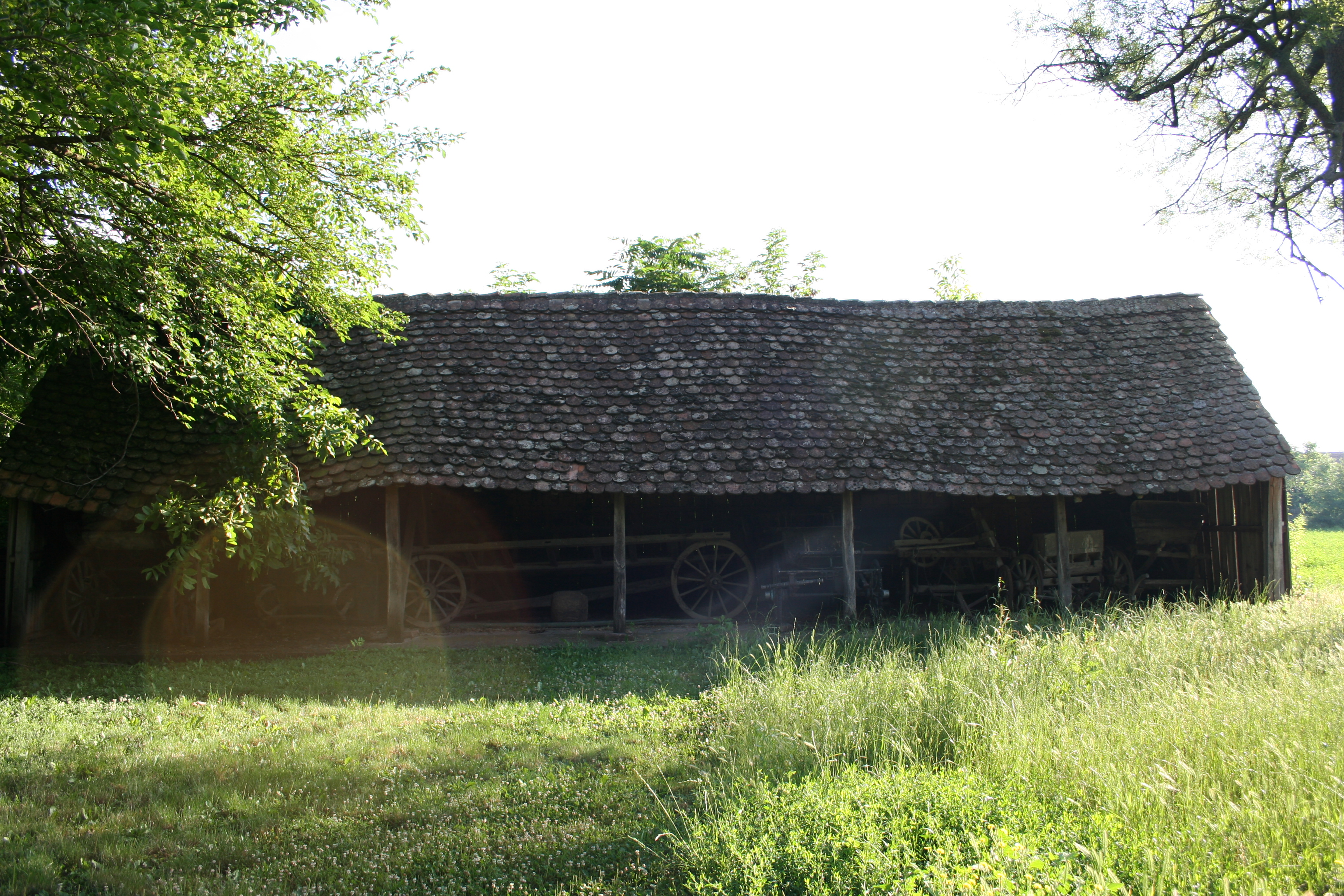
Le hangar.
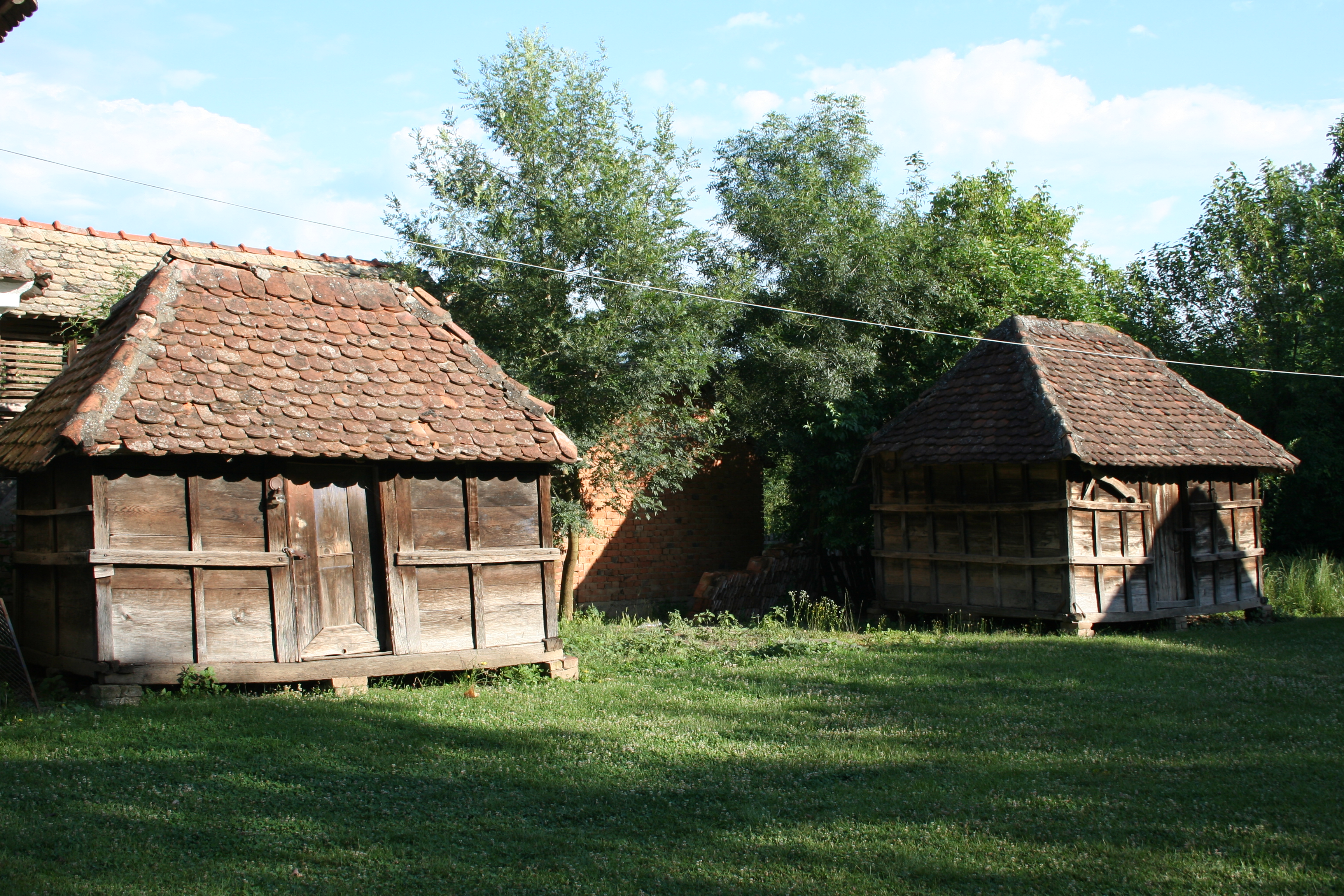
Autres bâtiments dans le parc.
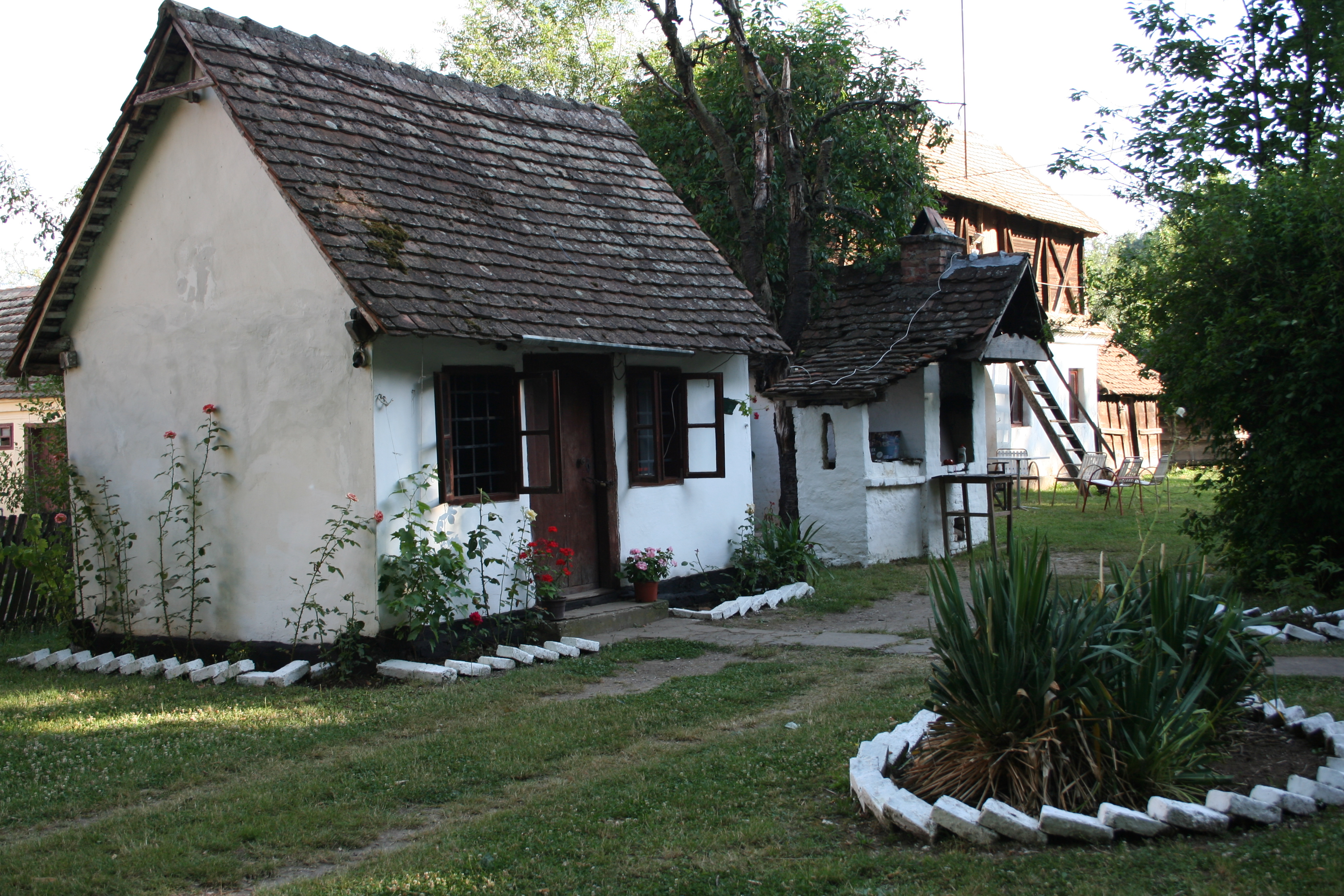
Autres bâtiments dans le parc.

Chaque année, le village accueille une « colonie d'art » (en serbe : likovna kolonija), qui rassemble traditionnellement des peintres de tous les Balkans. Au sein de la manifestation « Hajdučke večeri » (les « Soirées des haïdouks ») y est organisée une fête intitulée « Mačvanska svadba », qui reconstitue l'ambiance des mariages traditionnels de la région de la Mačva.

Vues de la Mačvanska svadba.
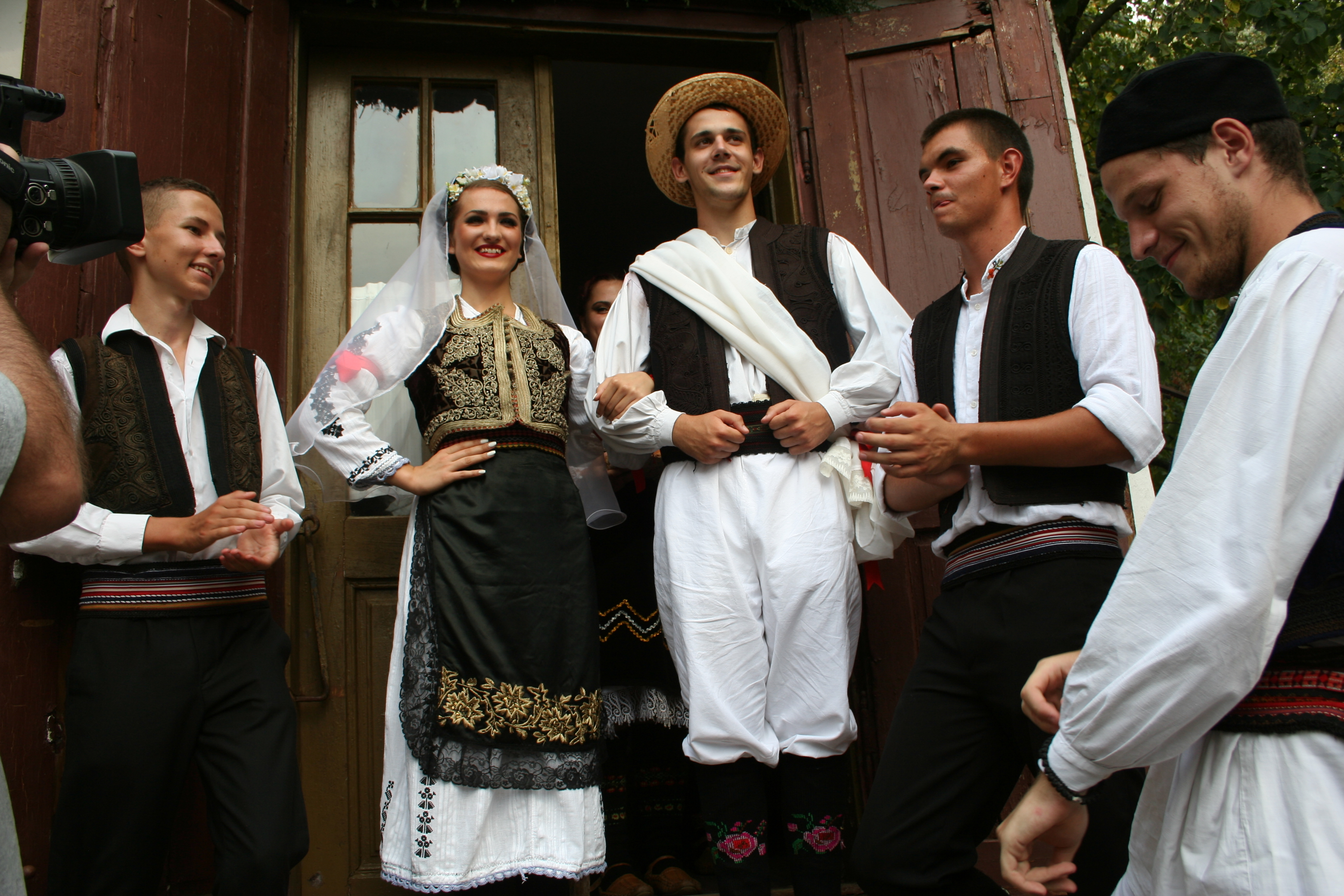
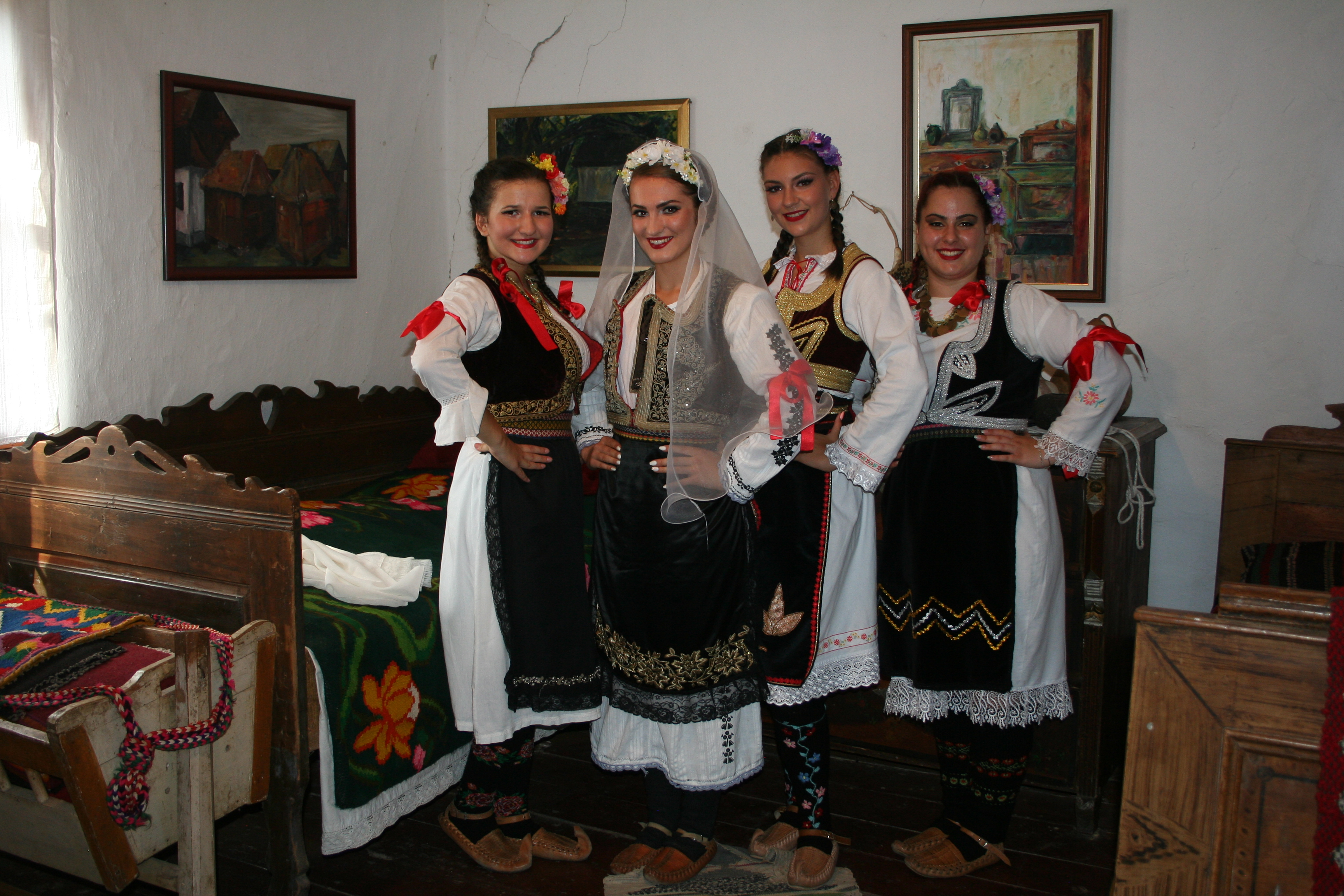
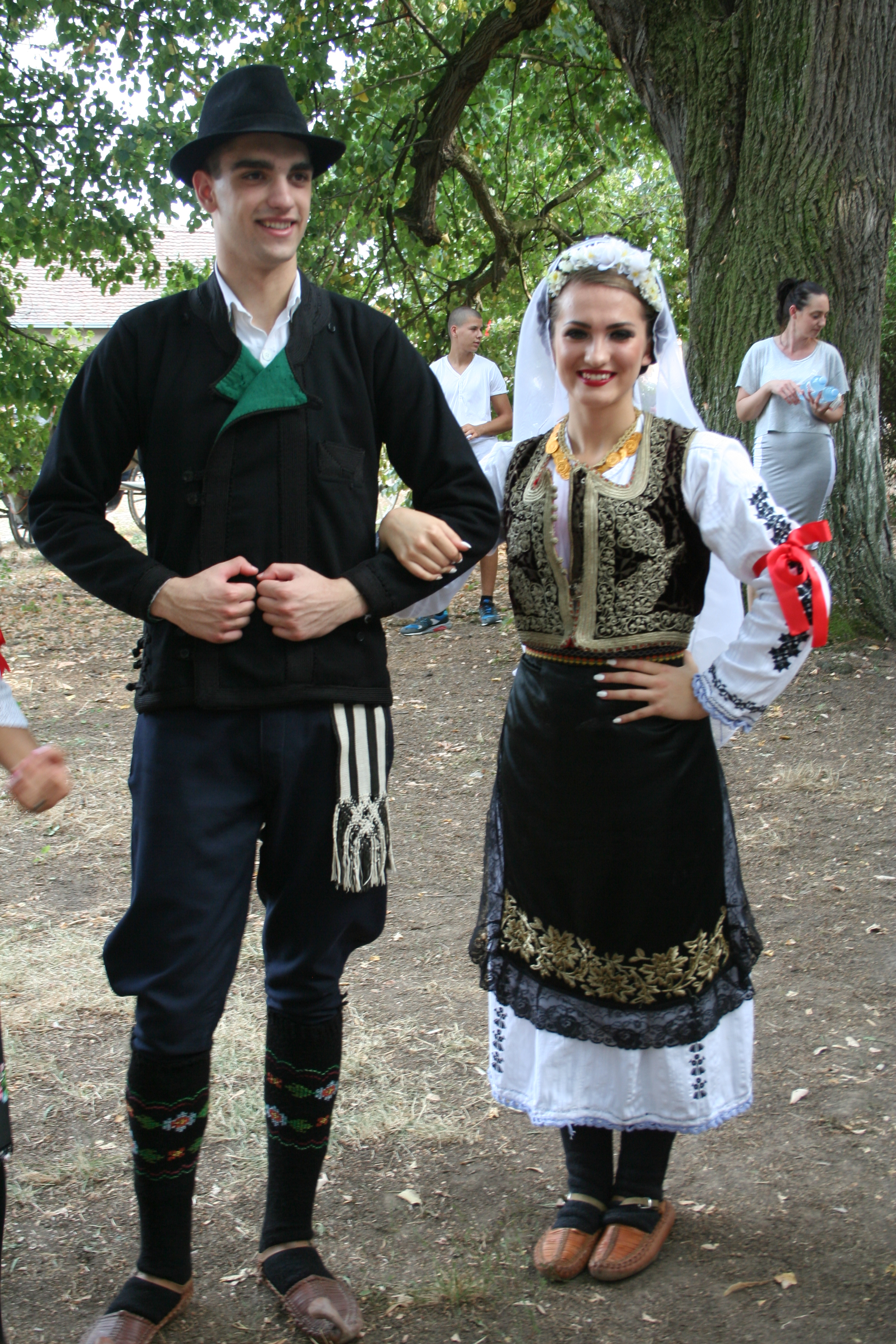